# 청수동암문
청수동암문(淸水洞暗門)은 북한산의 나월봉과 문수봉 사이의 고갯마루에 위치해 있다. 1711년 숙종 37 북한산성 성곽을 축조하면서 설치한 8개의 암문(暗門) 중 하나로, 탕춘대성과 비봉에서 성 안쪽으로 들어오는 길목을 통제하기 위해 설치했다.
암문은 비상시에 병기나 식량을 반입하는 통로이자, 때로는 구원병의 출입로로 활용된 일종의 비상출입구이다. 산성의 방어력을 높이기 위해 적이 비교적 쉽게 접근할 수 있는 고갯마루나 능선에 설치했다.
청수동암문은 여느 암문과 마찬가지로 성문 상부에 문루(門樓)는 마련하지 않았다. 성문 양쪽은 장대석으로 쌓아올리고, 그 위 천장 부분은 장대석 여러 매를 걸쳐 만들었다. 이런 양식의 성문을 아치 모양의 홍예식과 구분하여 평거식(平据式)이라 부른다. 
원래 문짝이 있었으나 지금은 없어지고, 문짝을 달았던 원형의 지도릿돌과 일반문의 빗장에 해당되는 장군목을 걸었던 방형 구멍이 남아 있다.